# Lotru
Lotru er en højre biflod til floden Olt i Rumænien.

Den har sit udspring i Parâng-bjergene. Den løber gennem reservoirerne Vidra, Malaia og Brădișor., og løber ud i Olt i Golotreni, nær byen Brezoi. Den passerer gennem kommunerne Voineasa, Malaia og Brezoi. Den er 83 km lang, og dens afvandingsareal er 990 km2.

## Bifloder
Følgende floder er bifloder til floden Lotru (fra kilden til mundingen):
Fra venstre: Găuri, Izvorul Gropii, Pravăț, Valea Tâmpei, Balu, Sărăcinul Mare, Sărăcinul de Mijloc, Sărăcinul Mic, Izvorul Gotia, Goața Hotte Mică, Furața, Tuu, Steaja, Balind, Dobrunica, Hane, Stru, Bru Pârâul Mare, Voineșița, Vătaf, Pârâul Carpenilor, Rudar, Pârâul Ursului, Păltinoasa, Luntrișoara, Valea Rea, Valea Priboilor, Teiu, Runcu, Păscoaia, Valea Capbra, Valea og Dorei
Fra højre: Coasta, Valea Lacului, Izvorul cu Hotar, Cărbunele, Ștefanu, Mirăuțu, Mierul, Pârâul Stânei, Padina, Pârâul Scurt, Miru, Pârâul Sec, Pârâul Mioarelor, Izvorul ți, ârâul, Purului, Puruț, Purului, Purru, țlie, Purului, Puruculte, Mănăileasa, Masu, Pârâul Cărării, Lupul, Larga, Prejbuța, Latorița, Mălaia, Bucureasa Mare, Valea Satului, Grotu, Valea Izvorului, Pleștioara, Saurișori, Nicula, Valea, Valea, Valea, Valea, Valea, Valea, Valea, Valea, Valea, Valea, Valea, Satului, Pleștioara, Satua Valea, Valea, Valea Seacă og Dăneasa